# Шлемовидки
Шлемовидки (лат. Cassidae) — семейство обитающих в тропических морях хищных брюхоногих моллюсков. Раковины многих видов — объект коллекционирования.

## Описание, экология
Представители семейства — моллюски крупных или средних размеров, обитающие на небольшой глубине на илистом либо песчаном грунте. Раковины округлые, толстостенные, с коротким завитком, развитым основанием (оно образовано разросшейся внутренней губой), узким устьем.
Основой питания шлемовидок служат морские ежи. Моллюск просовывают между иголок ежа свой хоботок и впрыскивает парализующий яд, затем просверливает панцирь жертвы.

## Использование

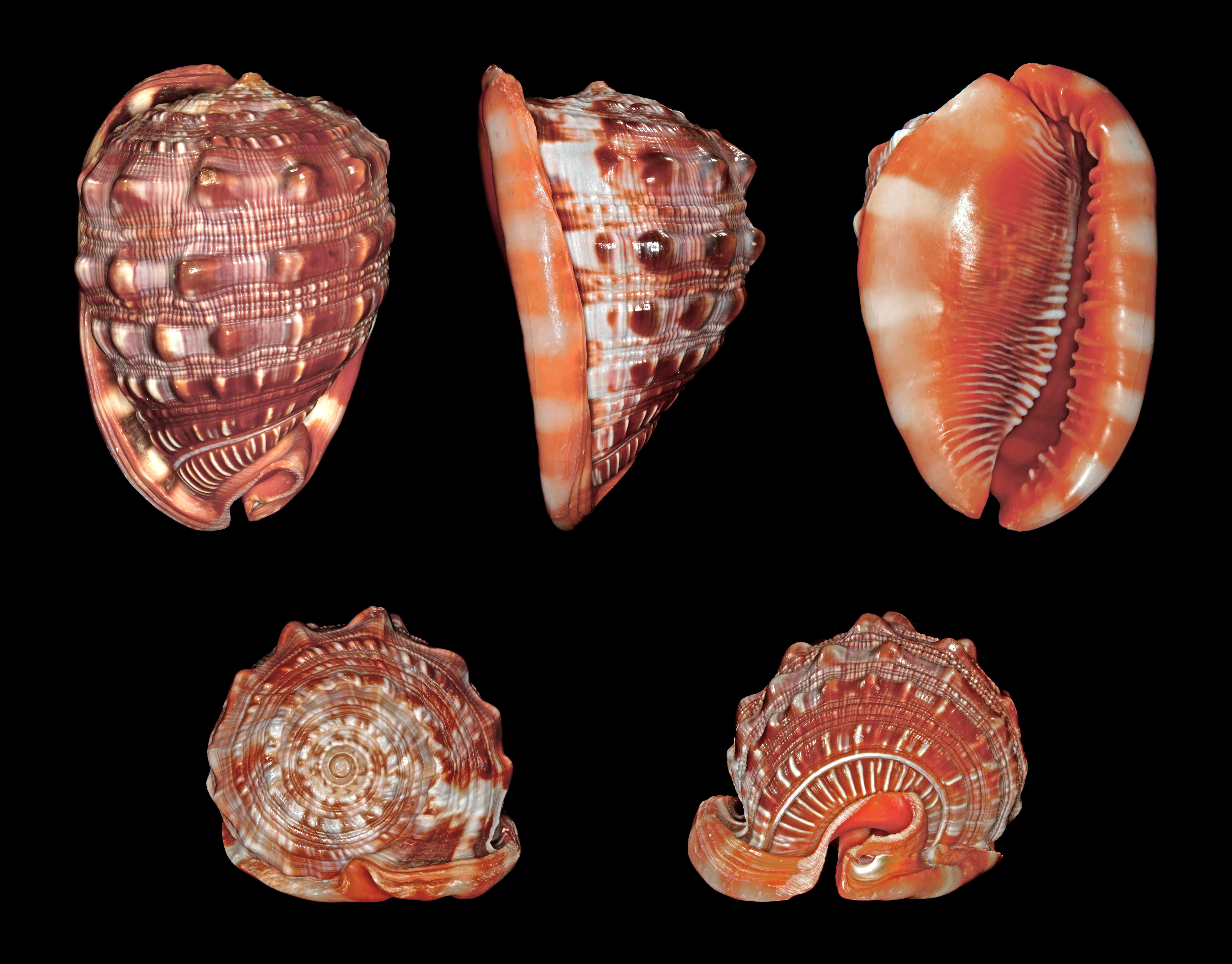
Раковина Cypraecassis rufa

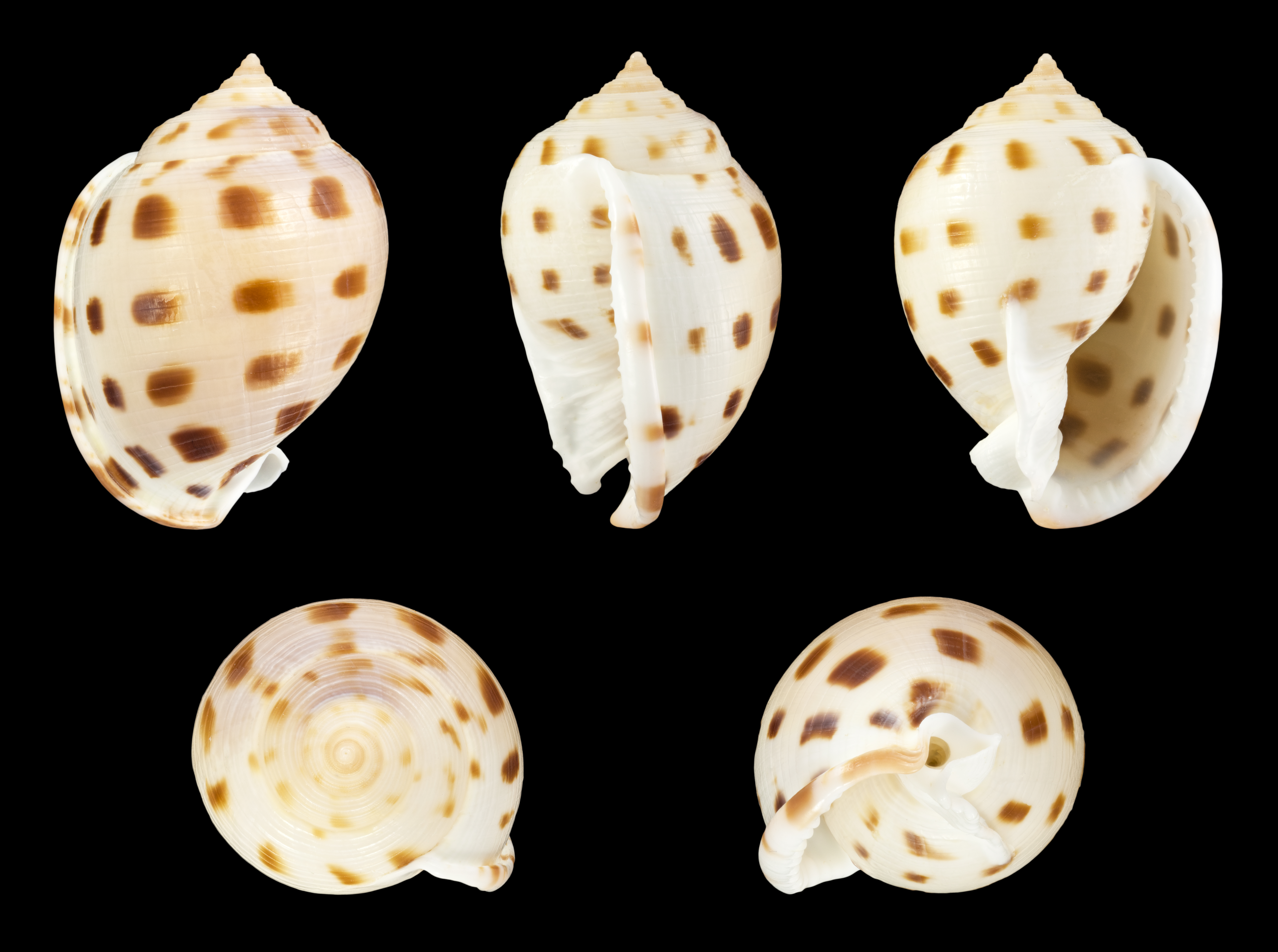
Раковина Semicassis bisulcata

Раковины шлемовидок, особенно крупные, используются как сувениры, являются популярными объектами коллекционирования.

## Роды
В семейство включают следующие роды:
- Casmaria H. Adams & A. Adams, 1853
- Cassis Scopoli, 1777typus — Шишаки, или Кассисы
- Cypraecassis Stutchbury, 1837 — Ципрекассисы
- Dalium Dall, 1889
- Echinophoria Sacco, 1890
- Eucorys Beu, 2008
- Galeodea Link, 1807
- Microsconsia Beu, 2008
- Oocorys P. Fischer, 1883
- Phalium Link, 1807
- Sconsia Gray, 1847
- Semicassis Mörch, 1852